# Nälkäjärvet (Jukkasjärvi socken, Lappland)
Nälkäjärvet är en sjö i Kiruna kommun i Lappland och ingår i Torneälvens huvudavrinningsområde. Sjön har en area på 0,303 kvadratkilometer och ligger 278 meter över havet. Nälkäjärvet ligger i Torne och Kalix älvsystem Natura 2000-område.

## Delavrinningsområde
Nälkäjärvet ingår i det delavrinningsområde (752425-173273) som SMHI kallar för Ovan VDRID = Äijäjoki i Torneälvens vattendragsyta. Medelhöjden är 283 meter över havet och ytan är 25,58 kvadratkilometer. Räknas de 363 avrinningsområdena uppströms in blir den ackumulerade arean 6 796,07 kvadratkilometer. Avrinningsområdets utflöde Torneälven (Kamajåkka) mynnar i havet. Avrinningsområdet består mestadels av skog (71 procent) och sankmarker (14 procent). Avrinningsområdet har 3,24 kvadratkilometer vattenytor vilket ger det en sjöprocent på 12,7 procent.